# 喻华峰
喻华峰（1968年11月1日—），中国湖北省京山县人，曾任南方都市报副主编兼总经理。

## 生平
- 1990年7月毕业于中国人民大学。
- 1995年3月，就职于南方周末。
- 1997年12月，就职于南方都市报。
- 2003年11月，就职于《新京报》任总经理一职。
- 2003年-2004年卷入南都案中。
  - 2003年7月22日取保候审，12月18日监视居住，2004年1月9日刑事拘留，1月14日以涉嫌贪污行贿被逮捕，3月19日东山区人民法院判处执行有期徒刑12年，6月15日广州市中级人民法院终审判处八年有期徒刑。服刑一半以后，3次减刑，一共减了将近4年，2008年2月8日，刑期服满出獄。
- 2008年11月，任网易销售副总裁，主要负责网络广告及相关业务。
- 2010年3月23日，喻华峰在网易内部会议上宣布离职。

## 评介
南方都市报对喻华峰的个人表现证明材料表示：

“喻华峰在《南方都市报》工作期间，事业心强，做事从不遮遮掩掩，批评下属也从不吞吞吐吐，爲人耿直，大方得体，能屈能伸，权威感与亲和力兼备。喻华峰精通经营管理，全力打造中国最好的报纸广告团队，其经营理念和管理思想对中国报业来说弥足珍贵。他擅长开疆拓土，擅长沟通协调，擅长人才培训，擅长运筹谋略，在中国报业享有极高的声誉。”

## 社会反应
喻华峰的妻子向丽告诉美联社记者，因为广东高级法院在5月12日喻华峰申诉期限到来时无所作为，中国新闻界于6月8日发起联署公开信，已经有多达2356人签署，要求广东高院行使正当程序，实现法律正义。这封公开信强烈批评广州中级法院的审判不公，对南都报总经理喻华峰和报社社委李民英的判决“很不公正、很不妥当”。